# Мімі Ель-Шербіні
Мохамед Абдель-Латіф Ель-Шербіні (араб. ميمي محمد عبد اللطيف الشربيني), відомий під прізвиськом Мімі Ель-Шербіні (26 липня 1937, Ель-Мансура — 20 січня 2025) — єгипетський футболіст, що грав на позиції захисника, у складі клубу «Аль-Аглі» та національній збірній Єгипту, у складі якої став володарем Кубка африканських націй 1959 року. Після завершення виступів на футбольних полях — єгипетський футбольний тренер.

## Біографія
Мімі Ель-Шербіні народився в місті Ель-Мансура, та розпочав виступи на футбольних полях у 1957 році в складі каїрської команди «Аль-Аглі», у складі якої грав аж до закінчення виступів на футбольних полях у 1971 році. У складі команди був одним із основних захисників, та став у її складі неодноразовим чемпіоном Єгипту та володарем Кубка Єгипту. З 1958 до 1969 року грав у складі національної збірної Єгипту, у складі якої став володарем Кубка африканських націй 1959 року на домашньому для єгипетської збірної турнірі, грав у складі збірної також і на Кубку африканських націй 1962 року. Двічі у складі збірної грав на Олімпійських іграх у 1960 році та в 1964 році, де єгипетська збірна під прапором збірної ОАР зайняла 4-те місце.
Після завершення виступів на футбольних полях Мімі Ель-Шербіні став футбольним тренером. Першим його клубом була команда з його рідного міста «Мансура». Надалі єгипетський тренер очолював команду «Ан-Наср» з Дубая, а в 1975 році очолював збірну ОАЕ. У 1981—1982 роках Мімі Ель-Шербіні очолював єгипетський клуб «Газль Доміят».

## Титули і досягнення
- Володар Кубка африканських націй:

ОАР: 1959
- Срібний призер Кубка африканських націй: 1962
- Бронзовий призер Кубка африканських націй: 1963
- Чемпіон Єгипту (5): 1957, 1958, 1959, 1961, 1962
- Володар Кубка Єгипту (3): 1958, 1961, 1966